# دانیل بسا
دانیل بسا (زاده ۱۴ ژانویه ۱۹۹۳) یک بازیکن فوتبال دورگه ایتالیایی و برزیلی است. وی به عنوان هافبک برای باشگاه فوتبال الاتحاد کلبا بازی می‌کند.